# Gumiel de Izán
Gumiel de Izán – gmina w Hiszpanii, w prowincji Burgos, w Kastylii i León, o powierzchni 75,5 km². W 2011 roku gmina liczyła 618 mieszkańców.